# Valdemaro di Prussia (1817)
Federico Guglielmo Valdemaro di Prussia (Berlino, 2 agosto 1817 – Münster, 17 febbraio 1849) è stato un nobile e militare prussiano.

## Biografia
I suoi genitori erano la principessa Maria Anna d'Assia-Homburg e il principe Federico Guglielmo Carlo di Prussia, fratello minore del re Federico Guglielmo III.
Al suo decimo compleanno Valdemaro, come tutti i principi della famiglia reale prussiana, ricevette l'Ordine dell'Aquila Nera e venne ammesso nell'esercito. La sua vera carriera militare iniziò il 7 aprile 1835, quando venne trasferito nel 2º reggimento Guardie a Piedi. Continuò la sua carriera nell'esercito prussiano fino al marzo 1844, quando fu promosso colonnello.
Nello stesso anno il principe, assieme al capitano dello Stato Maggiore Eduard von Oriola, al tenente Albrecht Wilhelm von der Groeben e al dottor Werner Friedrich Hoffmeister, intraprese un lungo viaggio verso l'India, che lo portò anche sull'Himalaya e al confine col Tibet. Durante il soggiorno la comitiva assistette alla prima guerra anglo-sikh accompagnando l'esercito inglese. Valdemaro tra il 1845 e il 1846 assistette a numerosi scontri, finché, durante la battaglia di Ferozeshah (21-22 dicembre 1845), il dottor Hoffmeister fu ucciso da una scarica di fucileria di fronte ai suoi occhi. Ciò lo convinse a tornare a Berlino nel 1846, dove lui e von Oriola ricevettero l'Ordine Pour le Mérite. Negli anni che seguirono Valdemaro pubblicò i risultati del viaggio in diversi libri e album, che furono elaborati scientificamente e artisticamente. Queste opere sono considerate oggetti da collezione rari nel commercio dei libri di antiquariato.
Il 3 luglio 1846 fu nominato maggior generale del reggimento della Guardia dei Dragoni, il culmine della sua carriera militare. Nel luglio 1848 conseguì un Master of Arts presso l'Università di Cambridge. Poco prima, nel marzo 1848, era stato nominato comandante della 13ª brigata di cavalleria a Münster in Vestfalia. Tuttavia, fiaccato dai postumi del viaggio in India e della guerra anglo-sikh, qui morì il 17 febbraio 1849. Fu sepolto nella cripta di famiglia nella cattedrale di Berlino.
Già dal 1834 esisteva la Waldemarstraße a lui dedicata a Spandau, sobborgo di Berlino. Il nome fu trasferito, poco dopo la sua morte, in una nuova via a Luisenstadt, altra zona berlinese di nuova costruzione, la quale all'epoca aveva anche strade e piazze intitolate alla madre Maria Anna, al fratello Adalberto, allo zio Enrico e alla zia Alessandrina.

## Antenati
|                                     |                             |                                                | Genitori                                    |  |  | Nonni |  |  | Bisnonni                     |  |  | Trisnonni                       |  |
|                                     |                             |                                                |                                             |  |  |       |  |  | Augusto Guglielmo di Prussia |  |  | Federico Guglielmo I di Prussia |  |
|                                     |                             |                                                |                                             |  |  |       |  |  | Augusto Guglielmo di Prussia |  |  | Federico Guglielmo I di Prussia |  |
|                                     |                             | Sofia Dorotea di Hannover                      |                                             |  |  |       |  |  | Augusto Guglielmo di Prussia |  |  |                                 |  |
| Federico Guglielmo II di Prussia    |                             |                                                |                                             |  |  |       |  |  | Augusto Guglielmo di Prussia |  |  |                                 |  |
|                                     |                             | Luisa Amalia di Brunswick-Wolfenbüttel         | Ferdinando Alberto II di Brunswick-Lüneburg |  |  |       |  |  |                              |  |  |                                 |  |
|                                     |                             | Luisa Amalia di Brunswick-Wolfenbüttel         | Ferdinando Alberto II di Brunswick-Lüneburg |  |  |       |  |  |                              |  |  |                                 |  |
|                                     |                             | Luisa Amalia di Brunswick-Wolfenbüttel         | Antonietta Amalia di Brunswick-Wolfenbüttel |  |  |       |  |  |                              |  |  |                                 |  |
| Federico Guglielmo Carlo di Prussia |                             | Luisa Amalia di Brunswick-Wolfenbüttel         |                                             |  |  |       |  |  |                              |  |  |                                 |  |
|                                     |                             | Luigi IX d'Assia-Darmstadt                     | Luigi VIII d'Assia-Darmstadt                |  |  |       |  |  |                              |  |  |                                 |  |
|                                     |                             | Luigi IX d'Assia-Darmstadt                     | Luigi VIII d'Assia-Darmstadt                |  |  |       |  |  |                              |  |  |                                 |  |
|                                     |                             | Luigi IX d'Assia-Darmstadt                     | Carlotta di Hanau-Lichtenberg               |  |  |       |  |  |                              |  |  |                                 |  |
| Federica Luisa d'Assia-Darmstadt    |                             | Luigi IX d'Assia-Darmstadt                     |                                             |  |  |       |  |  |                              |  |  |                                 |  |
|                                     |                             | Carolina del Palatinato-Zweibrücken-Birkenfeld | Cristiano III del Palatinato-Zweibrücken    |  |  |       |  |  |                              |  |  |                                 |  |
|                                     |                             | Carolina del Palatinato-Zweibrücken-Birkenfeld | Cristiano III del Palatinato-Zweibrücken    |  |  |       |  |  |                              |  |  |                                 |  |
|                                     |                             | Carolina del Palatinato-Zweibrücken-Birkenfeld | Carolina di Nassau-Saarbrücken              |  |  |       |  |  |                              |  |  |                                 |  |
| Valdemaro di Prussia                |                             | Carolina del Palatinato-Zweibrücken-Birkenfeld |                                             |  |  |       |  |  |                              |  |  |                                 |  |
|                                     | Federico IV d'Assia-Homburg | Casimiro d'Assia-Homburg                       |                                             |  |  |       |  |  |                              |  |  |                                 |  |
|                                     | Federico IV d'Assia-Homburg | Casimiro d'Assia-Homburg                       |                                             |  |  |       |  |  |                              |  |  |                                 |  |
|                                     | Federico IV d'Assia-Homburg | Cristina di Solms-Braunfels                    |                                             |  |  |       |  |  |                              |  |  |                                 |  |
| Federico V d'Assia-Homburg          | Federico IV d'Assia-Homburg |                                                |                                             |  |  |       |  |  |                              |  |  |                                 |  |
|                                     |                             | Ulrica di Solms-Braunfels                      | Federico Guglielmo I di Solms-Braunfels     |  |  |       |  |  |                              |  |  |                                 |  |
|                                     |                             | Ulrica di Solms-Braunfels                      | Federico Guglielmo I di Solms-Braunfels     |  |  |       |  |  |                              |  |  |                                 |  |
|                                     |                             | Ulrica di Solms-Braunfels                      | Sofia di Solms-Utphe-Laubach                |  |  |       |  |  |                              |  |  |                                 |  |
| Maria Anna d'Assia-Homburg          |                             | Ulrica di Solms-Braunfels                      |                                             |  |  |       |  |  |                              |  |  |                                 |  |
|                                     |                             | Luigi IX d'Assia-Darmstadt                     | Luigi VIII d'Assia-Darmstadt                |  |  |       |  |  |                              |  |  |                                 |  |
|                                     |                             | Luigi IX d'Assia-Darmstadt                     | Luigi VIII d'Assia-Darmstadt                |  |  |       |  |  |                              |  |  |                                 |  |
|                                     |                             | Luigi IX d'Assia-Darmstadt                     | Carlotta di Hanau-Lichtenberg               |  |  |       |  |  |                              |  |  |                                 |  |
| Carolina d'Assia-Darmstadt          |                             | Luigi IX d'Assia-Darmstadt                     |                                             |  |  |       |  |  |                              |  |  |                                 |  |
|                                     |                             | Carolina del Palatinato-Zweibrücken-Birkenfeld | Cristiano III del Palatinato-Zweibrücken    |  |  |       |  |  |                              |  |  |                                 |  |
|                                     |                             | Carolina del Palatinato-Zweibrücken-Birkenfeld | Cristiano III del Palatinato-Zweibrücken    |  |  |       |  |  |                              |  |  |                                 |  |
|                                     |                             | Carolina del Palatinato-Zweibrücken-Birkenfeld | Carolina di Nassau-Saarbrücken              |  |  |       |  |  |                              |  |  |                                 |  |
|                                     |                             | Carolina del Palatinato-Zweibrücken-Birkenfeld |                                             |  |  |       |  |  |                              |  |  |                                 |  |